# Restricción externa
La restricción externa  es un concepto de la ciencia económica que refiere a la imposibilidad de lograr un crecimiento consistente en una economía, por la dificultad para la obtención de divisas. Explica muchas de las dificultades que han tenido las economías latinoamericanas para su desarrollo.